# غلريز (تكاب)
غلريز (بالفارسية: گلریز) هي قرية تقع في إيران في Takab Rural District. يقدر عدد سكانها بـ 101 نسمة .